# Plivanje (sport)
Plivanje je kao sport u programu Olimpijskih igara od prvih modernih igara 1896. godine u Ateni, što govori da je plivanje kao sport već tada bilo itekako razvijeno. Nastupalo se u disciplinama na 100 m i 1500 m slobodnim stilom za muškarce. Natjecateljsko plivanje jedan je od najpopularnijih olimpijskih sportova danas.

## Plivačke organizacije
Međunarodna federacija športova na vodi zvala se FINA, kratica koja dolazi od punog naziva Fédération Internationale de Natation, a od 2023. zove se "World Aquatics". U Hrvatskoj se krovna plivačka organizacija zove Hrvatski plivački savez.

## Tehnike plivanja
Danas u natjecateljskom plivanju razlikujemo četiri osnovne tehnike plivanja:

### Slobodna tehnika
- Po svojoj biomehaničkoj i tehničkoj izvedbi tehnika prsnog plivanja je najljepša, najbrža i najdinamičnija tehnika sportskog plivanja, koja svojom pojavom i učincima u osnovi izaziva najveći interes kod mladeži i djece uopće. To znači da je cilj mnogih mladih ljudi savladati i naučiti ovu tehniku.
- Usklađen rad nogu i ruku osigurava kontinuiranu propulziju u kretanju tijela prema naprijed, zbog čega su mogući vrhunski rezultati koji se postižu ovom tehnikom.
- Što se tiče povijesnog razvoja tehnike kraula, teško je reći kada su se prvi put pojavile osnove ove tehnike. Tragovi koji nas dovode do ovoga ukazuju na kretanje asirskih i egipatskih vojnika gdje plivaju na mjehurima, pod oružjem i izvode pokrete nogama i rukama koji su slični pokretima životinja (tzv. elementarno puzanje).
- Ti oblici kretanja pronađeni su u iskopinama koje datiraju iz 2000. godine pr. Nešto slično imamo u iskopini iz Egipta gdje djevojka s lotosovim cvijetom u ruci izvodi slične pokrete.
- Tehnika kraula u novije vrijeme sa svojom pretečom tzv tehnika "trajon" javlja se negdje u drugoj polovici 19. stoljeća - po Trajonu koji je prvi zaplivao tom tehnikom.
- Ova tehnika se koristila za plivanje po otocima Polinezije. Preciznijih podataka o toj tehnici nemamo, što i nije toliko važno. Ova "trajon" tehnika koordinacije izvodi se tako da nakon jednog ciklusa rukama slijede 2 udarca nogama, odnosno jedan zaveslaj nogama odgovara zaveslaju rukama.
- Pokret ruku sličan je našem trenutnom radu ruku, a rad nogu sličan je zaveslaju škarama u bočnom plivanju, tj. mornarski stil.

- Tehnika kraula u novije vrijeme sa svojom pretečom tzv tehnika "tradžon" javlja se negdje u drugoj polovici 19. stoljeća - po Tradžonu koji je prvi zaplivao tom tehnikom.
- Od "trajon" tehnike do danas, kraul tehnika je u svojoj evoluciji doživjela nekoliko modifikacija i varijanti.
- Iz "trajona" nastao je takozvani "australski kraul" koji je zapravo prava osnova modernog, današnjeg plivačkog kraula.
- Koordinacijski odnos je također isti kao u prethodnom, tj. pokreti ruku odgovaraju zaveslaju nogu, ruke izlaze iz vode, pokreti nogu su sa savijenim potkoljenicama i rade u okomitom položaju i kao takav je bio vrlo naporan.
- U tom australskom kraulu pojavljuje se čitav niz imena, poput princa Kohanamokua (Smeđi princ - kako su ga zvali) koji se smatra ocem modernog kraula. Ova tehnika se koristila samo na kratkim stazama, dok je trajon još bio koristi se na dugim tečajevima.
- Iz "australskog kraula" razvija se "američki kraul" u kojem imamo usklađenost da šest zaveslaja nogama odgovara jednom ciklusu rada rukama.
- U daljnjoj evoluciji imamo "japanski kraul". U ovoj tehnici Japanci izvrsno koriste pokretljivost zglobova i anatomsku dispoziciju svojih plivača. Tehnika uključuje energičan rad nogu. Kasnije se pojavio "mađarski kraul" i konačno "moderni (američki) krauf" kao najbolje tehničko rješenje koje danas postoji u modernom plivanju.

- Tehnika kraul koristi se u sportskom plivanju na svim distancama 50, 100, 200, 400, 800, 1500 m te u maratonskom i štafetnom plivanju: slobodno štafeta 4x100, 4x200; mješovito  štafeta 4x100 i na kraju mješovito plivanje).
- Osnova ove tehnike, tj. početni kraul najpristupačniji je djeci uzrasta l u svladavanju početnog plivanja.
- Primjenjuje se i u sportskom ronjenju (rad nogu s perajama), u umjetničkom (figurativnom) plivanju, a posebno se tehnika iskorištava u vaterpolskoj igri.
- Prosječna brzina plivanja u današnjoj tehnici kreće se od 1,8 • 2,0 m/s, što ujedno predstavlja i najbrže moguće kretanje ljudskog tijela (bez pomagala) kroz vodu.
- Što se tiče stvarne brzine kretanja u vodi, ona ovisi o broju zaveslaja u jedinici vremena. Omjer koordinacije rada nogu i ruku može biti 1:2, 1:4 i 1:6 (ciklus rada rukama: broj udaraca nogama, koji se najčešće primjenjuje.
- Ako ciklus rukama traje 1,8 sekundi u ležernom plivanju, tada u kraulu sa šest zaveslaja jedan zaveslaj nogom traje 0,3 sekunde.
- Pri najvećim brzinama, ciklus ruke traje 1,2 sekunde, tako da jedan zaveslaj nogu traje 0,2 sekunde.
- U današnjem plivanju uobičajeno je da se staze od 400, 800 i 1500 m plivaju dvostrukim kraulom, dok se načelno sprinterske discipline plivaju šestostrukim, što ne znači da to rade neki dugoprugaši. ne također plivati kraulom u šest zaveslaja.
- Mora se moći razumjeti tumačenje rada nogu jer je to osnovni rad nogu koji susrećemo u tri tehnike: kraul, leđni kraul i delfin.

#### Prsni kraul
Plivački stil kraul (crawl) popularizirao je, iako ga, naravno nije "izumio", američki plivač, Havajac Duke Paoa Kahanamoku, trostruki Olimpijski pobjednik Igara 1912. i 1920. godine. On je, također, "otac" još jednog popularnog sporta: surfanja. Ronjenje tehnike kraul najčešće se izvodi se udarcima nogama leptira.

### Leđni kraul
Ovaj stil je u osnovi obrnuti kraul; plivač i dalje koristi naizmjenične zamahe lijeve i desne ruke te nogu, ali je ovaj put okrenut licem prema gore, dakle u položaju kao da leđima leži na vodi. Ovo je jedini stil kad plivači startaju iz vode. U ovom stilu je vrlo bitno ronjenje (dozvoljeno 15 m u svim disciplinama), ali za to su potrebne vrlo snažne noge koje to mogu izdržati. Isto tako, potrebno je raditi rotaciju zaveslaja radi lakšeg prolaska ruke kroz vodu. Sanja Jovanović i Gordan Kožulj u ovom stilu osvajali su medalje na svjetskim i europskim prvenstvima i rušili svjetske rekorde za vrijeme svojih vrhunaca karijere.

### Prsna tehnika
Kod ovog stila izvode se pokreti objema rukama, a poželjno je da laktovi imaju česte izlaske iz vode. Pokreti nogu su sinkronizirani s pokretima ruku, no za razliku od ostalih stilova, noge također rade zajedno, u pokretu koji podsjeća na žablje plivanje. Ovo je najstariji i najsporiji stil plivanja koji zahtijeva veliku snagu nogu i ramena. Ovaj stil se smatra najnapornijim za plivanje. Okret prsno radi se tako da se s dvije ruke istovremeno uđe u okretni zidić te pružanje jedne ruke u vodu prije druge koje se kasnije spajaju sve do početka podvodnog zaveslaja.
Faze rada ruku
1.Propulzivna faza – ruke iz plutajućeg položaja izvode srcoliko, polukružno kretanje, potpuno simetrično i istovremeno prema dolje, u stranu i pozadi – ne prelazeći ravan ramena. Slijedi pokret šakama u smislu zgrtanja vode pod stomak. 
2.Pripremna faza – šake iz zgrtanja prolaze ispod brade sastavljene i opružene prema naprijed. 
3.Faza plutanja – ruke su opružene i sastavljene i zauzimaju hidrodinamičan oblik i izvjesno vrijeme miruju.
Brzina: 1,4 – 1,67 m/s

### Leptir ili delfin
Vrlo atraktivan stil plivanja kod kojeg je osnovni zahtjev da ruke rade sinkronizirano, a laktovi ovaj put ne moraju biti ispod vode tijekom zaveslaja. Općenito se ovaj stil smatra tehnički najzahtjevnijim i najtežim za izvođenje, te zahtijeva osim snage ramena i veliku snagu leđa i nogu. Nastao je modifikacijom leptir tehnike, a počeo se plivati 1935. godine u Americi. Leptir je 1952. odvojen od prsnog plivanja i nominiran je kao samostalna tehnika, te uveden u program Olimpijskih igara. Iste godine mađarski plivač Đ. Tumpek demonstrira novu varijantu, takozvani "delfin". Vrhunske svjetske domete postigao je Miloš Milošević, hrvatski plivač. Okret se radi identično kao i okret stila prsno.

## Plivačka natjecanja, olimpijski bazen
Plivanje je standardni olimpijski sport od početka modernih Olimpijskih igara. Osnovna podjela plivačkih natjecanja je pojedinačno plivanje te štafete. Dalje je podjela prema stilu plivanja, gdje imamo slobodni stil, leđno, prsno, leptir te mješovito, kod kojeg plivač pojedine dionice pliva unaprijed zadanim stilom na način da koristi sva četiri stila redom u pojedinoj etapi utrke. Dionice na kojima se održavaju olimpijska natjecanja uvijek se mjere u metrima, iako se u SAD, koja je jedna od plivačkih velesila, dosta natjecanja odvija i na dionicama mjerenim u jardima. Ipak, standardnim olimpijskim bazenom se smatra onaj od 8 staza, duljine 50 metara. Često se natjecanja izvode i u manjim bazenima, kojih ima više i dostupniji su širem broju plivača. Tako bazen od 25 metara u žargonu često zovemo malim bazenom.
Pregled standardnih dionica za natjecanja, po stilovima:
- slobodni stil: 50 m, 100 m, 200 m, 400 m, 800 m, 1500 m
- prsni stil: 50 m, 100 m, 200 m
- leđni stil: 50 m, 100 m, 200 m
- leptir: 50 m, 100 m, 200 m
- mješovito: 100m, 200 m, 400 m

Pregled standardnih dionica za štafete i mješovite discipline:
- štafete: 4x50 m slobodno, 4x100 m slobodno, 4x200 m slobodno
- pojedinačno mješovito: plivač pliva redom leptir, leđno, prsno, kraul na dionicama od 100 m (samo u malim bazenima!), 200 i 400 m
- štafeta mješovito: četiri plivača pliva redom leđno, prsno, leptir i kraul, na dionicama 4x50 i 4x100 m (leđno start iz vode)

## Plivačka natjecanja u daljinskom plivanju
Osim standardnih dionica u bazenima, plivanje je i vrlo popularan sport na otvorenom, gdje se pored bazena pliva i na moru, rijekama, jezerima, itd. Postoje i službena natjecanja u daljinskom plivanju, a uobičajene dionice su 5, 10 i 25 kilometara. Također se vode i različiti rekordi u disciplinama daljinskog plivanja, tzv. ultra-maratoni.

## Plivačka oprema
Profesionalni plivači startaju u opremljeni plivačkim kostimima, tzv. ˝skinovima˝ koji su se ovisno o modnim kretanjima kroz povijest bitno mijenjali oblikom, materijalima i općenito izgledom. Danas su najuobičajeniji jednodijelni kostimi usko pripijeni iz tijelo od laganih rastezljivih materijala te isti takvi dvodijelni, koji se često nazivaju i bikini. Samopouzdane djevojke i žene će na manje konzervativnim plažama često izostaviti gornji dio bikinija, te tada govorimo o toples varijanti (od engleskog top less ili gore bez) odnosno monokiniju. Natjecatelji na športskim natjecanjima u želji da postignu što manje trenje tijela kroz vodu (i time naravno čim bolju brzinu i kranji rezultat) koriste specifične plivačke kostime od posebnih materijala, koji ponekad tijesno prekrivaju cijelo tijelo pa i glavu na principu kapuljače. Nazivamo ih također i plivačko odijelo ili skin.
Uz plivački kostim, plivači koriste i plivačke naočale, koje omogućavaju lagodnije gledanje o vodi.

## Ostali sportovi koji sadrže plivanje
Plivanje je jedan od bazičnih sportova koje se u različitom obliku pojavljuje kao osnova ili jedna disciplina u drugim sportovima. Tako je poznato sinkronizirano plivanje, sport na vodi s loptom kao što je vaterpolo, a plivanje je i jedna od disciplina u modernom petoboju i triatlonu. Također, postoje i športovi koji u sklopu natjecanja ne uključuju plivanje ali je za bavljenje tim športovima znanje plivanja nužno, kao što su jedrenje, veslanje, ronjenje, skokovi u vodu, plivanje s perajama, i tako dalje.

## Plivanje u Hrvatskoj
Plivanje je kao sport prisutno u Hrvatskoj od samih početaka modernoga sporta. Prema natjecateljskim rezultatima, Hrvatska nije velesila u svjetskim okvirima ali je određen broj natjecatelja ipak ostvario najviše domete. Osvajači olimpijskih medalja iz Hrvatske do sada su: Đurđica Bjedov i Duje Draganja. Ostali poznati hrvatski plivači su Gordan Kožulj, Sanja Jovanović, Mario Todorović, Mario Delač i Miloš Milošević.